# Жанделиз
Жандели́з (фр. Jeandelize) — коммуна во французском департаменте Мёрт и Мозель, региона Лотарингия. Относится к  кантону Конфлан-ан-Жарнизи.	

## География

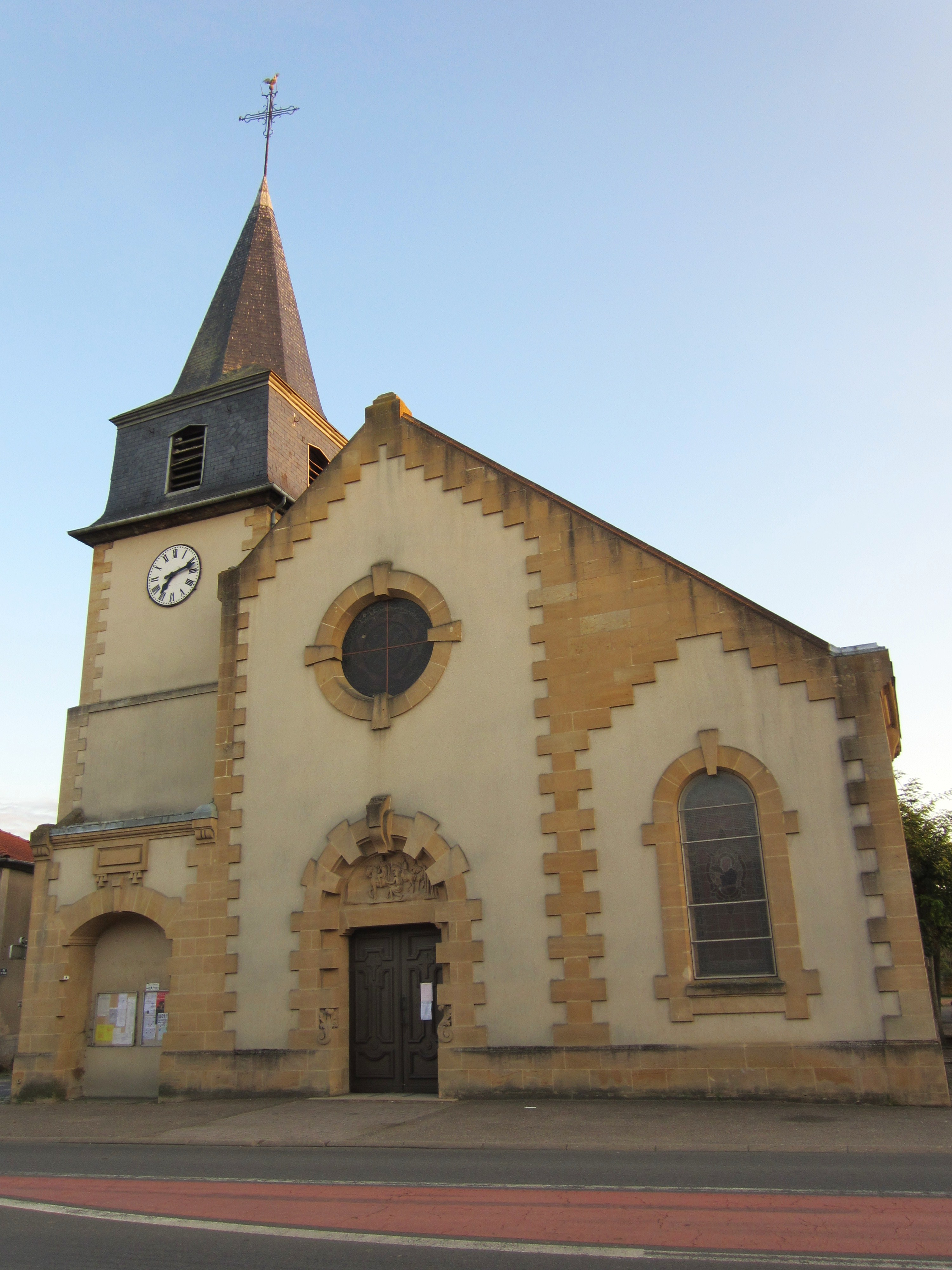
Церковь Сен-Мартен.

Жанделиз расположен в 29 км к западу от Меца и в 60 км к северо-западу от Нанси. Соседние коммуны: Бонкур и Конфлан-ан-Жарнизи на востоке, Пюкс на юге, Олле на западе.

## История
Жанделиз был сильно разрушен во  время Первой мировой войны 1914-1918 годов.

## Демография
Население коммуны на 2010 год составляло 379 человек.
| 1962 | 1968 | 1975 | 1982 | 1990 | 1999 | 2010 |
| ---- | ---- | ---- | ---- | ---- | ---- | ---- |
| 417  | 384  | 356  | 353  | 373  | 378  | 379  |